# Variabilitatea ritmului cardiac
Variabilitatea ritmului cardiac (VRC) este un fenomen fiziologic în care intervalul dintre bătăile inimii variază. 
Alți termeni includ variabilitatea intervalelor RR (unde R este vârful complexului QRS al unei unde electrocardiografice, iar RR este intervalul dintre vârfurile R succesive).